# 五井藩
五井藩（ごいはん）は、上総国市原郡五井（現在の千葉県市原市五井）を居所として、江戸時代後期に存在した藩。1781年、伊勢西条藩主の有馬家（1万石）が藩庁を五井に移すことで成立し、1842年に下野吹上藩に転出するまで5代約60年間存続した。

## 歴史
藩主有馬家（摂津有馬氏）は、筑後久留米藩主家の分家であり、久留米藩初代藩主有馬豊氏の三男有馬頼次を祖とする。頼次の子孫は紀州徳川家に代々仕え、徳川吉宗の時に側近を務めた有馬氏倫が大名に取り立てられ、伊勢西条藩初代藩主となった。西条藩（南林崎藩とも称する）は、伊勢国・上総国・下野国にまたがって1万石を領する定府の大名であった。
天明元年（1781年）11月28日、西条藩第5代藩主有馬氏恕は上総国市原郡五井に本拠を移し、有馬家は五井藩となった。有馬家は定府が解かれて参勤交代が命じられ、翌天明2年（1782年）2月には初めての藩主領国入りが行われている。しかし間もなく、氏恕は天明3年（1783年）、23歳で死去した。
氏恕の跡は末期養子の有馬氏保（越後長岡藩主牧野忠寛の次男）が継いだが、寛政2年（1790年）に29歳で死去した。嗣子はなく、有馬久保（伊勢八田藩主加納久周の次男）が娘婿として迎えられる形で跡を継いだ。久保以後は嫡男への家督相続が行われるが、幼少で短命の藩主が続く。
第5代藩主有馬氏郁の代、天保13年（1842年）4月17日、下野吹上藩に転封となったため、五井藩は廃藩となった。
現在、五井陣屋跡には、JR内房線・小湊鉄道線五井駅が建てられている。

## 歴代藩主
有馬家
譜代 1万石
1. 有馬氏恕（うじよし） 従五位下 兵庫頭
2. 有馬氏保（うじやす） 従五位下 備後守
3. 有馬久保（ひさやす） 従五位下 備後守
4. 有馬氏貞（うじさだ） 従五位下 兵庫頭
5. 有馬氏郁（うじしげ） 従五位下 備後守